# Nikolaj Marr

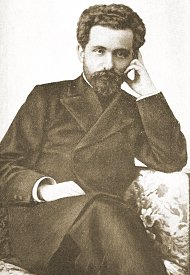
Nikolaj Jakovlevič Marr (1905)

Nikolaj Jakovlevič Marr, gruzínsky ნიკოლოზ იაკობის ძე მარი (6. ledna 1865, Kutaisi – 20. prosince 1934, Petrohrad) byl gruzínský lingvista, archeolog a etnograf specializovaný na jazyky Kavkazu. Psal hlavně rusky, ale také gruzínsky a arménsky. Ve svém díle navázal především na tzv. mladogramatickou školu, která také zkoumala vývoj jazyků. Nakonec vytvořil zcela originální teorii o původu jazyka (nazývána jafetská teorie, materialistická teorie, nová lingvistika apod.), která byla v Sovětském svazu dlouho oficiální, než byla zavržena samotným sovětským vůdcem Stalinem.

## Život
Jeho otec byl Skot, matka Gruzínka. Vystudoval orientální jazyky na Petrohradské univerzitě a následně začal vyučovat arménská studia tamtéž. Roku 1898 se zúčastnil badatelské expedice do kláštera Athos a roku 1902 na Sinaj a do Jeruzaléma. Následně vydal vzácné arménské, gruzínské a arabské rukopisy, které objevil, a také abchazsko-ruský slovník. Práce jako Stará arménština (1903) či Stará gruzínština (1925) mu zajistily značný respekt v odborných kruzích. Roku 1902 se díky tomu stal na petrohradské univerzitě profesorem arménské a gruzínské literatury. V letech 1904–1917 se pravidelně účastnil vykopávek v Ani, starém hlavním městě Arménie. Roku 1912 se stal členem Ruské akademie věd a v letech 1911–1917 byl děkanem orientalistické fakulty. V roce 1915 získal Uvarovovu cenu, nejvyšší ocenění Ruské archeologické společnosti. Povzbuzen těmito úspěchy formuloval roku 1924 obecnou teorii jazyka, založenou hlavně na komparativní lingvistice, v níž nebyl odborně vyškolen. To dnes mnozí označují za moment, kdy opustil pole vědy. Roku 1934 dostal Leninův řád.

## Jafetská teorie
Marr se nejprve pokoušel dokázat příbuznost mezi jazyky kavkazskými a semitsko-hamitskými (a také třeba baskičtinou).
Roku 1924 navrhl monogenetickou teorii jazyka, podle níž se všechny jazyky vyvinuly z jednoho zvukového základu, který se skládal ze čtyř základních prvků – slabik sal, ber, jon a roš. Odmítl však ideu společného prajazyka. (Dokonce tvrdil, že indoevropské jazyky nevycházejí z jednoho základu, ale vznikaly nezávisle na sobě, což vedlo ke střetu s evropskou indoevropeistikou, ba tvrdil i to, že příbuzné nejsou jazyky slovanské, což pak sehrálo značnou roli při jeho zavržení). Každý jazyk na světě se podle Marra vyvíjel především pod vlivem socioekonomické struktury – jazyky byly tedy dle Marra produkty tříd a nikoli etnik, a teprve později se elementární jazyky třídní slučovaly do jazyků etnických a národních. Proto také, až vznikne beztřídní společnost, vznikne i zcela nový, univerzální jazyk, soudil Marr.
Důležitou Marrovou tezí též bylo, že vývoj jazyka probíhá ve velkých kvalitativních skocích.

## Pád marrismu

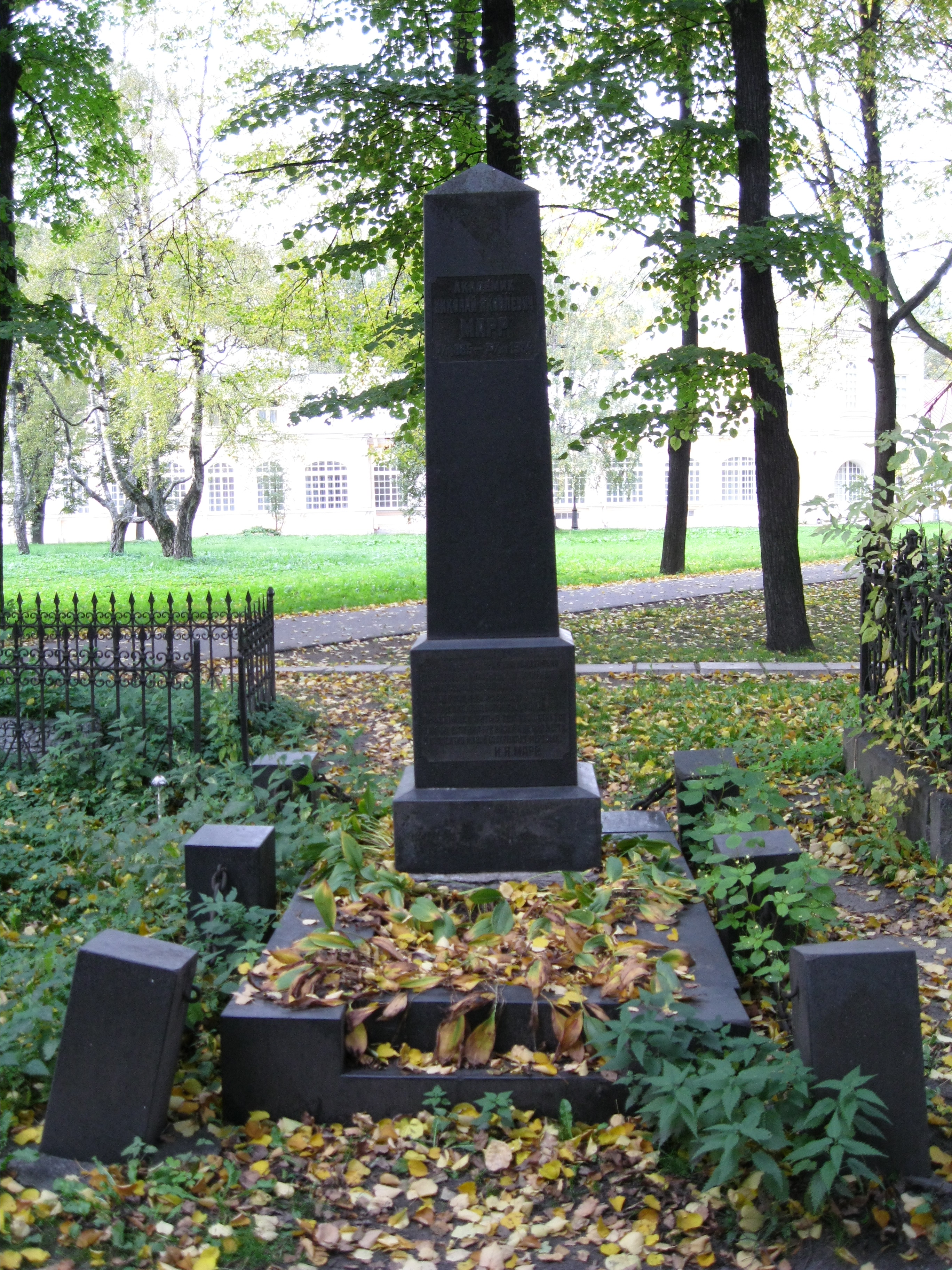
Hrob Nikolaje Marreho v Petrohradu

Marrův důraz na „třídní povahu jazyka“ se zdál být ideálním základem marxistické lingvistiky. A skutečně, Marrovy teorie se staly hlavní a podporovanou linií této vědy v Sovětském svazu (zejména v Ústavu jazyka a myšlení), a to až do roku 1950, kdy sovětský diktátor Josif Stalin náhle Marrovu teorii odsoudil.
Stalin tak rozsoudil velkou polemiku, která se v sovětském tisku na počátku 50. let rozpoutala. Marrismus (reprezentovaný zejména Marrovými žáky I. I. Meščaninovem a F. P. Filinem) byl již dlouho pod tlakem řady kritiků (zejména Viktor Vinogarov, L. A. Bulachovskij, Lav Jakubinskij, Dmitrij Vladimirovič Bubrich), které marristé označovali jako „formalisty“. Obě skupiny tvrdě soupeřily a šlo i o boj mocenský. Útok „formalistů“ zahájil roku 1950 A. Š. Čikobava kritickým článkem v Pravdě. Odpověděl mu hlavní Marrův žák Ivan Ivanovič Meščaninov. Nejtvrdší výpad provedl Bulachovskij, který obvinil Marra, že manipuloval s daty. Diskusi utnul 20. července 1950 vůdce Stalin tvrdým protimarrovským článkem, v němž uvedl, že Marr byl pouhým „zjednodušovatelem a vulgarizátorem marxismu“ a jeho učení bylo „plné chyb, špatně definovaných problémů a útržkovitých návrhů“. Jasně také zdůraznil, že marrovské odmítání příbuznosti jazyků (zejména slovanských) musí v sovětské jazykovědě skončit.
Odborníci nevylučují, že článek napsal skutečně sám Stalin. Jeho důvody byly zřejmě politické (útok na marrismus byl vlastně součástí kampaně proti kosmopolitismu a „re-nacionalizace“ sovětské ideologie), avšak ani po pádu stalinismu a dokonce i sovětského režimu, nebyla Marrova teorie nikdy rehabilitována a je předmětem zájmu spíše sovětologie, než lingvistiky.